# Makula ornata
Makula ornata är en insektsart som beskrevs av William Lucas Distant 1907. Makula ornata ingår i släktet Makula och familjen Derbidae. Inga underarter finns listade i Catalogue of Life.